# 阿努瓦
阿努瓦（法語：Annois，法語發音：[anwa]）是法国上法蘭西大區埃纳省的一个市镇，属于圣康坦区。

## 地理
阿努瓦（49°43'15"N, 3°10'39"E）面积5.9 平方千米，位于法国上法蘭西大區埃纳省，该省份为法国北部内陆省份，北起北部省，西接索姆省和瓦兹省，东临阿登省和马恩省，西南至塞纳-马恩省，东北部与比利时接壤。
与阿努瓦接壤的市镇（或旧市镇、城区）包括：屈尼、弗拉维勒马泰勒、拉讷维尔昂贝讷、奥勒济、圣西蒙。

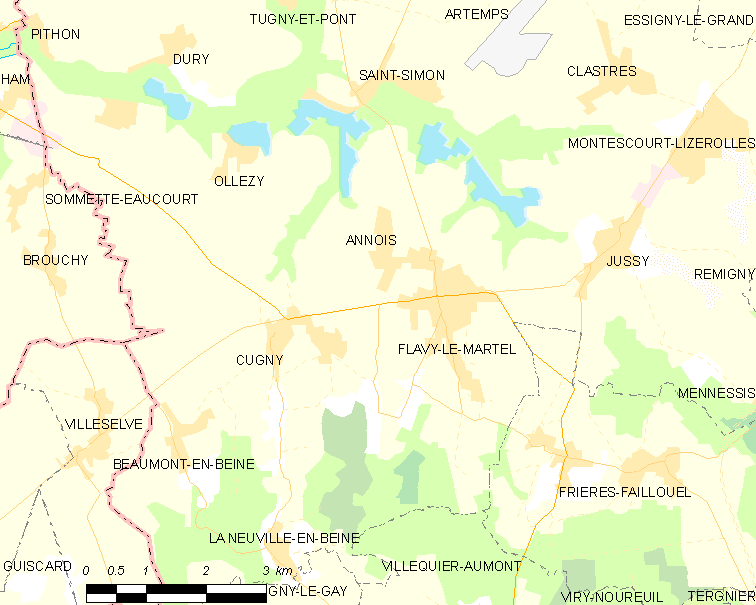
阿努瓦的OSM定位图

阿努瓦的时区为UTC+01:00、UTC+02:00（夏令时）。

## 行政
阿努瓦的邮政编码为02480，INSEE市镇编码为02019。

## 政治
阿努瓦所属的省级选区为里布蒙县。

## 人口

1962-2008年间阿努瓦人口变化图示

阿努瓦于2022年1月1日时的人口数量为352人。